# Sciabola-baionetta

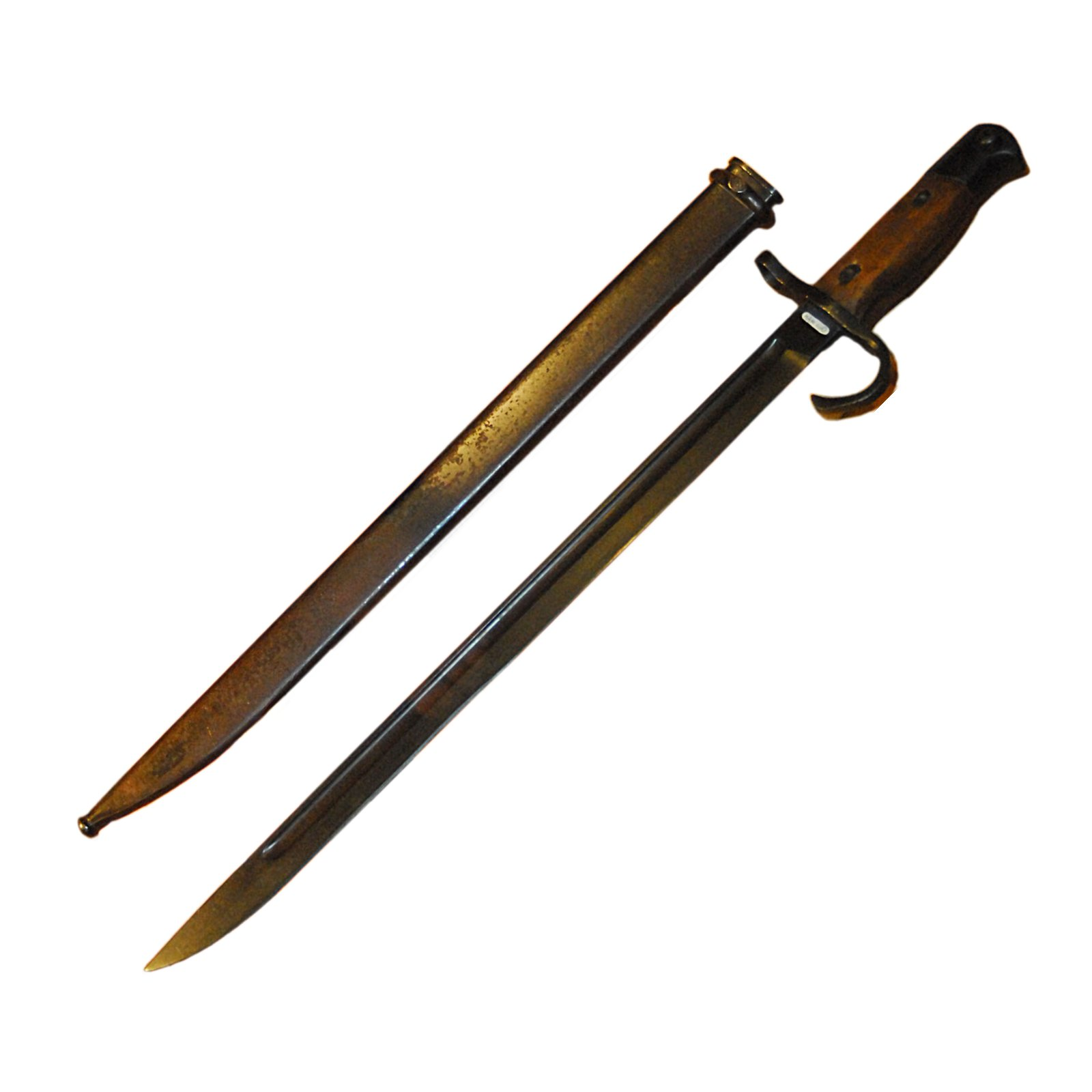
La sciabola-baionetta Type 30 bayonet, introdotta dall'Esercito imperiale giapponese nel 1894 ed impiegata per tutta la seconda guerra mondiale.

La sciabola-baionetta è una baionetta con una lunga lama ad uno o due fili, tale nella forma da richiamare una sciabola.

## Storia
Questo tipo di baionetta è nata nel XVIII secolo ed ha raggiunto il massimo della diffusione in tutto il XIX ed agli inizi del XX secolo. Essa, a differenza della precedente baionetta a ghiera, quando non inastata può essere utilizzata come una normale spada o sciabola grazie alla sua impugnatura ed alla lama lunga. Quando inastate, permettevano di usare i già lunghi fucili dell'epoca come una lunga picca.

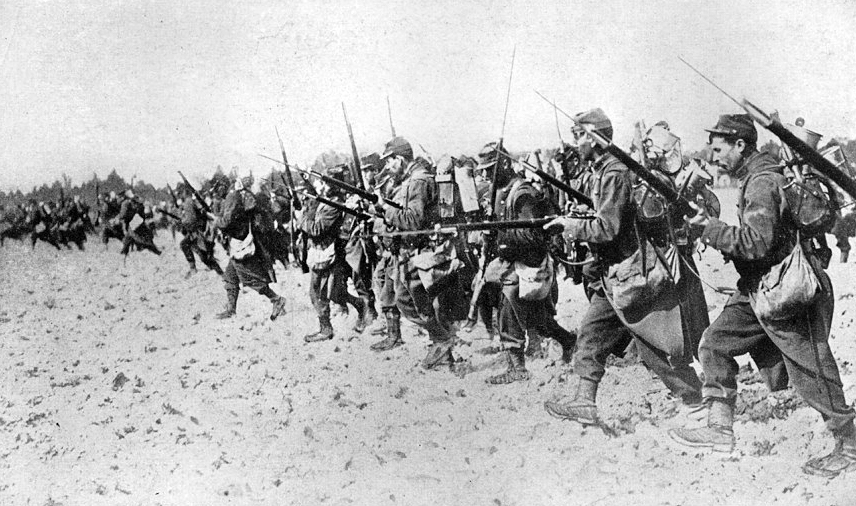
Assalto alla baionetta della fanteria francese. I fanti sono armati di Lebel Modèle 1886 con una lunga "épée-baïonnette" ad ago.

Mentre la maggior parte delle sciabole-baionette avevano lame dritte, nel XIX secolo si diffuse una popolare variante con lama dal profilo ad S, ispirate ad un'arma manesca originaria dell'Impero ottomano (balcanica e mediorientale) detta yatagan. Questa sciabola-baionetta, detta yatagan, ebbe una certa diffusione negli eserciti europei (Chassepot francese), prima che l'effettiva praticità ne venisse messa in dubbio dai teorici dell'età contemporanea.
Entrambe le baionette, "a sciabola" ed "a spiedo", persero la loro popolarità con la prima guerra mondiale. In particolare la sciabola-baionetta si dimostrò troppo lunga ed ingombrante nella guerra di trincea, decretando l'affermazione delle moderne baionette-pugnale.

## Caratteristiche
La baionetta "a ghiera" o "a spiedo" era nata per essere inastata pressoché permanentemente sui fucili a avancarica, che compensavano la bassa precisione con lo schieramento a ranghi serrati, in linea o in quadrato, puntando sul volume di fuoco e sulla siepe di baionette per difendersi soprattutto dalla cavalleria. Con l'avvento dei fucili rigati a retrocarica, il punto di forza divenne la precisione dell'arma; poiché il peso della baionetta avrebbe sbilanciato il fucile, il fuciliere aveva la necessità di un'arma da fianco da estrarre in caso di emergenza e da poter usare grazie all'impugnatura ed alla lama affilata.

Inoltre, sia inastata che nella scherma, la sciabola baionetta poteva essere utilizzata sia di punta che di taglio, mentre quella "a spiedo", oltre ad essere praticamente priva di impugnatura, aveva la lama a sezione cruciforme o triangolare e poteva quindi essere impiegata solo nell'affondo. Il maggiore peso non penalizzava eccessivamente la sciabola-baionetta in quanto raramente era inastata, mentre la lunghezza maggiore rispetto alla baionetta "a ghiera" compensava inoltre la minore lunghezza del fucile a retrocarica rispetto a quello ad avancarica.

## Esempi
- Sciabola-baionetta Mod. 1870 del Vetterli Mod. 1870 con lama da 52 centimetri.
- Sabre-baïonnette Mle 1866 del Chassepot, del tipo "yatagan" con lama da 57 centimetri.
- 24-inch sword bayonet del Fucile Baker.
- Type 30 giapponese.